# Верденський договір

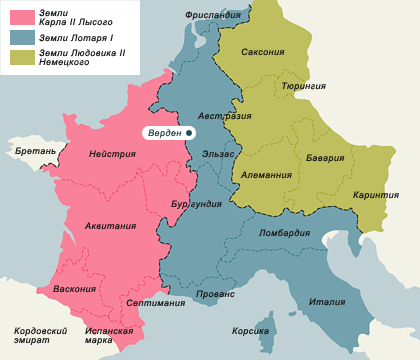
Розділ земель в результаті договору

Верденський договір (фр. Traité de Verdun, нім. Vertrag von Verdun, італ. Trattato di Verdun) — домовленість про розділ імперії Карла Великого між трьома синами Людовіка Благочестивого: Лотарем I, Карлом Лисим та Людовіком II Німецьким. Підписаний 11 серпня 843 року в місті Верден, що у сучасній Франції.
Відповідно до договору, землі Франкського королівства були розділені так:
- Лотару дістались центральні області: центральна Італія, землі вздовж Рони та лівого берега Рейну, Ельзас, Бургундія, Прованс та деякі інші землі. Крім того, до нього відійшов імператорський титул батька.
- Карлу Лисому відійшли землі на заході від Рейну: Нейстрія, Аквітанія, Васконське герцогство, Іспанська марка та деякі інші.
- Людовіку II Німецькому відійшли землі за схід від Рейну: Франконія, Алеманія, Саксонія, Баварія та ряд інших територій.

Після розподілу утворилось три держави: Серединне королівство (у 855 році після смерті Лотара, розпалося на три королівства — Лотаринзьке, Італійське та Провансальське); Західне Франкське королівство (орієнтовно в цих кордонах утворилась сучасна Франція); Східне Франкське королівство (орієнтовно в цих кордонах утворилась сучасна Німеччина).